# Glenn Cosey
Glenn Miller Cosey (ur. 17 lutego 1992 we Flint) – amerykański koszykarz, występujący na pozycji rozgrywającego, obecnie zawodnik VEF Ryga.
21 września 2017 został zawodnikiem Polskiego Cukru Toruń. 9 lipca 2018 podpisał umowę z południowokoreańskim  Seul Samsung Thunders.
20 lipca 2022 dołączył do Zastalu Enea BC Zielona Góra. 18 października 2022 opuścił klub, aby dołączyć do łotewskiego VEF Ryga.

## Osiągnięcia
Stan na 28 grudnia 2022, na podstawie, o ile nie zaznaczono inaczej.
NJCAA
- Zawodnik roku konferencji Ohio Community College Athletic (OCCAC – 2012)
- Zaliczony do I składu:
  - All-America (2012)
  - OCCAC (2011, 2012)

NCAA
- Uczestnik turnieju NCAA (2014)
- Mistrz turnieju konferencji Ohio Valley (OVC – 2014)
- Zaliczony do I składu:
  - OVC (2014)
  - turnieju OVC (2014)
  - najlepszych nowo przybyłych zawodników OVC (2013)
- Lider OVC w skuteczności rzutów za 3 punkty (2014)[7]

Drużynowe
- Mistrz:
  - Łotwy (2019)
  - Czech (2018)
- Brązowy medalista mistrzostw Polski (2018)
- Zdobywca Pucharu Polski (2018)

Indywidualne
- MVP 9 rundy ligi adriatyckiej (2015/16)
- Zaliczony do II składu EBL (2018 przez dziennikarzy)[8]
- Lider sezonu regularnego EBL w skuteczności za 3 (2018)[9]